# Тупаличе
Тупаличе (словен. Tupaliče) — поселення в общині Преддвор, Горенський регіон, Словенія. Висота над рівнем моря: 455,1 м.